# Jason Manford
Jason John Manford, född 26 maj 1981 i Salford, Storbritannien, är en brittisk komiker och tv-presentatör.
Manford var värd för en frukosthow på Xfm Manchester fram till den 15 maj 2008.
Under perioden juni 2007 till november 2007 var han författare för Paramount Comedy. Han hade en egen show, Tonightly, som sändes varje vardag 1–22 augusti 2008.